# Kansai
Kansai (japanska: 関西?) är en av Japans regioner. Den ligger i mitten av Japans största ö, Honshu, och innehåller bland annat tre av Japans största städer – Osaka, Kyoto och Kobe (Keihanshin). Regionen är även känd som Kinki (japanska: 近畿地方; Kinki-chihō?) och kallades förr även för Kinai.
Normalt anses Kansai bestå av de sju prefekturerna Mie, Shiga, Kyōto, Ōsaka, Hyōgo, Nara och Wakayama.

## Geografi
Kansai ligger centralt i Japan, med Chubu i öster och nordöst, Chugoku i väster och öregionen Shikoku i sydväst. I norr har regionen kust mot Japanska havet, i sydöst mot Isebukten. Södra Kansai vetter direkt ut mot Stilla havet, medan regionen i sydväst gränsar till Osakabukten, den östligaste delen av Japanska innanhavet. Biwasjön, Japans största sjö, ligger i den nordöstra delen av regionen.

## Betydelse
Kansai är, ekonomiskt och befolkningsmässigt, den näst viktigaste regionen i Japan, efter huvudstadsregionen Kanto. Kansai är centrerat kring Osaka, vars storstadsregion även innehåller miljonstäderna Kyoto (den gamla kejsarstaden) och Kobe. Dessutom finns här Nara, som även den en gång var huvudstad i Japan. Osakas internationella flygplats – Kansai Kokusai Kūkō (japanska: 関西国際空港?, Kansais internationella flygplats) – har fått sitt namn efter regionen.